# Práce a dni
Práce a dni, vydáváno též pod názvy Práce a dny, Báseň rolnická či Železný věk (starořecky: Ἔργα καὶ Ἡμέραι; Erga kai hémera) je didaktická báseň starořeckého spisovatele Hésioda, napsaná kolem roku 700 př. n. l. Je v daktylském hexametru a obsahuje 828 veršů. V podstatě jde o selský kalendář, ve kterém Hésiodos vyučuje svého bratra Persese zemědělskému umění. Jde o rady praktické, ale i pověrečné. Odborníci zasazují toto dílo do kontextu agrární krize v pevninském Řecku, která inspirovala vlnu koloniálních expedic za novou půdou. Hésiodos v básni také nabízí svému bratrovi rozsáhlé moralizující rady, jak by měl žít svůj život. Práce a dni jsou však nejznámější pro své mytologické prvky, Hésiodos v nich představuje etiologický mýtus práce a bolesti, a to v příběhu Prométhea a Pandóry (stejným tématem se zabývá už ve své Theogonii). Představuje též takzvaný mýtus pěti věků: Zlatý, Stříbrný, Bronzový, Hrdinský a Železný věk. Hésiodos věří, že lidstvo neustále upadá, s jistou peripetií hrdinského věku, který ctí. On ale žije v posledním, nejúpadkovějším období, Železném věku, byl přesvědčen. Celé dílo je prodchnuto jistým pesimismem. Britský filolog Martin Litchfield West to komentoval slovy: „Dílo nese výrazné znaky autorovy osobnosti: mrzutý konzervativní venkovan, nakloněný k úvahám, vnímající kolem sebe váhu přítomnosti bohů, nikoli milovník žen a života.“ Pesimismus se vyjevuje i sociálně-kritickými ostny, Hésiodos kritizuje úplatnost dobových úřadů, včetně soudů. Další známou částí díla je bajka o jestřábu a slavíku, která vysvětluje, proč lidé mají poslouchat vládce. Celý duch díla je patrně vědomou opozicí vůči díle Homéra, které se soustřeďuje spíše na hrdinské hledání slávy.

## Mýtus pěti věků
Rasa zlatých lidí žila v době Krona, ve věku hojnosti a míru. Země dávala všechny plody sama od sebe a soupeření jakéhokoli druhu tak bylo neznámé. Lidé Zlatého věku nikdy nestárli, a když zemřeli, bylo to bez bolesti, jako by ulehli ke spánku. Když tento věk skončil, jeho obyvatelé se stali strážci lidstva, chránili je před zlem a poskytovali jim bohatství. Stříbrný věk byl mnohem horší než Zlatý. Lidé byli menší a měli i horší povahu. Žili jako děti se svými matkami sto let. Jakmile dospěli, žili už jen krátkou dobu a trpěli pro svou pošetilost. Bojovali mezi sebou a neposlouchali bohy. Zeus, rozezlený jejich bezbožností, nakonec tuhle rasu zničil. Bronzová rasa byla hrůzostrašná a válečná. Její zbraně byly bronzové, lidé nosili bronzovou zbroj a žili i v bronzových domech. Bronzoví lidé se nakonec vzájemně pobili. Rasa hrdinů byla spravedlivější a ušlechtilejší, polobožská, ačkoli také často válčila (mj. v Trojské válce). Po pádu svého věku byli Hrdinové převezeni na Ostrovy požehnaných, kde žijí posmrtný život plný hojnosti podobný Zlatému věku. Hésiodos nakonec běduje, že žije v éře železné, která je charakterizována dřinou, strádáním, závistí, násilím a bezprávím. Jedinou nadějí pro dobrého člověka je držet se rodiny a zemědělství. Předpovídá, že Zeus zničí i soudobou rasu lidí, a to ve chvíli, kdy se lidé budou rodit šedovlasí a budou ignorovány všechny morální a náboženské normy. Tehdy Aidos (pokora, stud) a Nemesis (spravedlnost) opustí Zemi a zanechají za sebou zlo, proti kterému nebude žádná ochrana.